# Trinntjärnet (Älgå socken, Värmland)
Trinntjärnet är en sjö i Arvika kommun i Värmland och ingår i Göta älvs huvudavrinningsområde. Sjön är 2,2 meter djup, har en yta på 0,018 kvadratkilometer och befinner sig 232 meter över havet.